# دختر دره
دختر دره (Valley girl) یک شخصیت کلیشه‌ای خرده‌فرهنگ اجتماعی-اقتصادی، زبانی و جوانی است که از دهه ۱۹۸۰ سرچشمه می‌گیرد: هر زن جوان مادی‌گرا از طبقه متوسط رو به بالا، مرتبط با ویژگی‌های آوازی و منحصر به فرد گویش کالیفرنیایی و اهل مناطق لس آنجلس در دره سن فرناندو. این اصطلاح در سال‌های بعد به‌طور گسترده‌تری برای هر زن اهل ایالات متحده که گیج، سر به هوا یا با علاقه بیشتری به مصرف‌گرایی خودنمایانه نسبت به دستاوردهای فکری یا شخصی بود، به کار می‌رفت.

## گویش دره
Valleyspeak یا Valspeak یک گویش اجتماعی انگلیسی آمریکایی و ویژگی‌های آوازی همراه است که به بهترین وجه با دختران دره مرتبط است، اگرچه عناصر آن به سایر جمعیت‌شناختی از جمله مردانی به نام "Val dudes" گسترش یافته‌است. این گویش برای دوره‌ای معین در دهه‌های ۱۹۸۰ و ۱۹۹۰ به یک مد بین‌المللی تبدیل شد که اوج آن از حدود ۱۹۸۱ تا ۱۹۸۵ بود. Valleyspeak عموماً با استفاده مداوم از اوج‌گیری و واژگان آن مشخص می‌شود.

### ایدئولوژی زبان
کالیفرنیا به دلیل جایگاهی که در مرکز صنعت سرگرمی دارد، یکی از منابع اصلی در سراسر جهان برای ترندهای فرهنگی و جوانان، از جمله گرایش‌های زبانی است. از آن جا که گویش این منطقه بیشتر از گویش‌های دیگر مناطق مجاور مورد بررسی قرار می‌گیرد، ایدئولوژی‌های زبانی صریح در مورد گویش‌های آن فراگیرتر است. ویژگی‌های زبانی گویش دره اغلب «احمقانه» و «سطحی» تصور می‌شود و به عنوان نشانه‌ای از هوش پایین در نظر گرفته می‌شود. گویشوران آن همچنین اغلب به عنوان "مادی‌گراً و «سر به هوا» تلقی می‌شوند. استفاده از "like" یا عبارت نقل قول "be like"، علیرغم استفاده گسترده در میان جوانان، اغلب از نظر ایدئولوژیک با کالیفرنیا و گویش دره مرتبط است. در درک ملی، تصور می‌شود که گویش کالیفرنیا محصول ترکیب صحبت‌های دختر دره و پسر موج‌سوار است که "با انگلیسی خوب همراه است، اما هرگز مناسب نیست".
مطالعه‌ای بر روی ایدئولوژی‌های زبان منطقه‌ای که در سال ۲۰۰۷ در کالیفرنیا انجام شد و نشان داد که علی‌رغم شیوع و ارتباط آن با کالیفرنیا در دهه‌های گذشته، خود کالیفرنیایی‌ها «دختران دره» را یک گروه اجتماعی یا زبانی بیش از حد رایج در ایالت نمی‌دانند. ساکنان ایالت عواملی مانند جمعیت مهاجر و زبان عامیانه منطقه‌ای شمال-جنوب را به عنوان مرتبط تر از گویش دره در داخل ایالت ذکر کردند.
آماندا ریچارت، یک دانشجوی دکترا که در دانشگاه کالیفرنیای سن دیگو در رشته زبان‌شناسی تحصیل می‌کند، دانشجوهای ۲۳ ساله را با پیشینه‌ها و قومیت‌های مختلف اجتماعی-اقتصادی، به ویژه در منطقه کالیفرنیای جنوبی مورد تجزیه و تحلیل قرار داد. پس از این مطالعه، ریچارت یک بار اظهار داشت: «زنان بیشتر از مردان از اوج‌گیری استفاده می‌کردند. لحن آن‌ها در مجموع بالاتر می‌رفت و این صعود خیلی دیرتر در جمله شروع می‌شد." گرچه تفاوت جنسیتی قابل توجه است، بیشتر مردان و زنان در کالیفرنیای جنوبی با اوج‌گیری صحبت می‌کنند. در واقع، ۱۰۰٪ از شرکت‌کنندگان در هنگام پرسیدن یک سؤال تأییدکننده از اوج‌گیری استفاده کردند.

### ویژگی‌ها
صدای Valleyspeak این عادات اصلی را دارد: صدای تو دماغی. جملات سریع، بدون نفس‌گیری، اوج‌گیری و سرخ‌آوازی.
- پایان با خیز بلند (همچنین به آن «اوج‌گیری» نیز گفته می‌شود) یکی از ویژگی‌های مشخص گویش دره است. جملات دارای لحن اوج‌گیرانه‌ای هستند که باعث می‌شوند که صحبت‌های گویشنده برای شنوندگان ناآشنا با این گویش پرسشی به نظر برسد. تحقیقات در مورد اوج‌گیری چندین کاربرد برای آن پیدا کرده‌است، از جمله تأیید این که طرف صحبت از آنچه گفته می‌شود پیروی می‌کند و نشان می‌دهد که گوینده چیزهای بیشتری برای گفتن دارد و بنابراین شریک مکالمه او نباید آن‌ها را قطع کند (همچنین به آن «حفظ زمینه» می‌گویند).[۹] استفاده دیگر آن به عنوان یک بیانیه تأیید توافق کلی است، مانند "I know, right؟" یا به سادگی "right؟". تفاوت میان لحن سؤال، گزاره‌های تأییدی و نگه‌داشتن زمینه با میزان اوج و مکان آن در عبارت تعیین می‌شود.[۱۰] ویژگی اوج‌گیری در خارج از منطقه جغرافیایی و گروه‌هایی که در ابتدا با گویش دره مرتبط بودند، از جمله در برخی موارد مردان، گسترش یافته و پذیرفته شده‌است.[۱۱][۳][۱۲] (با این حال، در برخی از انواع زبان انگلیسی، مانند انگلیسی استرالیایی و انگلیسی نیوزیلندی. استفاده از اوج‌گیری به‌طور مستقل ظاهر و/یا دهه‌ها پیش از گویش دره مستند شده‌است)
- "Like" به عنوان یک نقش‌نمای کلامی. "Like" به عنوان یک کلمه پرکننده استفاده می‌شود، شبیه به "um" یا "er"، مانند "I'm, like, totally about to blow chunks." وقتی «like» به عنوان یک نقش‌نما عمل می‌کند، خود کلمه را از نظر معنایی عبارت یا جمله را تغییر نمی‌دهد. در عوض، زمانی را برای گوینده فراهم می‌کند تا آنچه را که در آینده می‌گوید، فرموله کند. این کلمه همیشه وقتی به این شکل استفاده می‌شود بدون تأکید است. توجه به این نکته مهم است که "like" همیشه به عنوان یک نقش‌نما در گویش دره عمل نمی‌کند. دو جمله زیر را در نظر بگیرید: "It was like 8 feet deep" و "I think that, like, it is entertaining". گرچه هر دو جمله حاوی واژه "like" هستند، آن را به دو صورت متفاوت به کار می‌برند. در اولی، "like" به عنوان قیدی عمل می‌کند که مترادف با "تقریباً است، در حالی که دومی "like" یک نقش‌نماست و هیچ معنای اضافی به جمله تحمیل نمی‌کند.[۱۳] افزون بر این، "like" اغلب برای معرفی گفتار نقل قول استفاده می‌شود. به عنوان مثال، یک فرد می‌تواند یک مکالمه را با بیان این جمله بازگو کند: "So, um, I'm like 'Where did he go?' and she was um, like, 'I don't know, I haven't seen him."[۱۴]
- "To be like" به عنوان نقل قول محاوره‌ای. «Like» (همیشه بدون تأکید) برای نشان دادن این نکته به کار می‌رود که آنچه در ادامه می‌آید لزوماً نقل قول دقیقی از آنچه گفته شد نیست، بلکه معنا و نیت گفتار نقل‌شده را نشان می‌دهد. به عنوان مثال، در "And I was like, 'don't ever speak to my boyfriend again"، گوینده نشان می‌دهد که او ممکن است دقیقاً این واژگان را نگفته باشند، اما این ایده را منتقل کرده‌است.[۱۵]
- اصطلاحات عامیانه خاص، از جمله «to be all» یا «to be all like» به همان شیوه ای که «to be like", "whatever» یا «as if» برای بیان هرگونه ناباوری استفاده می‌شود، «totally» به معنای «کاملاً». یا «بسیار»، «seriously» به‌عنوان تکرار مکرر تأیید یا تحقیق دربارهٔ صحت، «bitchin'» به معنای «عالی» و «grody» به معنای «کثیف» است.
- سرخ‌آوازی معمولاً توسط زنان بالغ جوان در ایالات متحده صحبت می‌شود که انگلیسی آمریکایی صحبت می‌کنند. این الگوی گفتار را می‌توان با "ارتعاشات کم شبیه جیرجیرک" یا "ارتعاش گلویی" مشخص کرد. محققان دو کیفیت از این الگوی گفتار را مورد مطالعه قرار داده‌اند، مانند جیتر (تغییر در زیر و بم) و شیمر (تغییر در حجم). هنگامی که زنان تمایل دارند با این رفتارها صحبت کنند، آنها به عنوان با شایستگی، قابلیت اعتماد، یا با تحصیلات کمتر تلقی می‌شوند. نمونه‌های بارز آن کیم کارداشیان و بریتنی اسپیرز هستند.[۱۶]